# نتورک اوییشن
نتورک اوییشن (به انگلیسی: Network Aviation) یک شرکت هواپیمایی با کد یاتا NA است که در تاریخ ۱۹۹۸ میلادی تأسیس شده‌است. دفتر مرکزی نتورک اوییشن در فرودگاه پرث واقع شده‌است و قطب این شرکت هواپیمایی در فرودگاه پرث قرار دارد و به ۱۸ مقصد، پرواز انجام می‌دهد.